# جرج رایس
جرج رایس (انگلیسی: George W. Rice; ۷ نوامبر ۱۸۲۳ – ۴ اوت ۱۸۵۶) کارآفرین اهل ایالات متحده آمریکا بود، که در سال ۱۸۵۱ شرکت ماس‌میوچوال را تأسیس کرد.